# Collis Jones
J. Collis Jones (Washington, 3 luglio 1949) è un ex cestista statunitense, professionista nella ABA.

## Carriera
Venne selezionato dai Milwaukee Bucks al primo giro del Draft NBA 1971 (17ª scelta assoluta).